# Kościół św. Ulryka w Hollabrunn
Kościół św. Ulryka (niem. St. Ulrich) – rzymskokatolicka świątynia parafialna znajdująca się w austriackim mieście Hollabrunn.

## Historia
Kościół wzniesiono w XII wieku. Był to romański kościół halowy z absydą. Pozostałością tego okresu są fragmenty ścian i dwa okna w obecnej świątyni. Od 1336 trwała gotycka przebudowa kościoła. W XV wieku wybudowano wieżę oraz wymieniono wyposażenie. W drugiej połowie XVI wieku został przejęty przez protestantów, w ręce katolików wrócił około 1620 roku. W połowie XVII wieku dobudowano zakrystię, a w 1675 płaski, drewniany strop zastąpiono barokowym sklepieniem. W 1739 odbudowano wieżę, w którą wcześniej zniszczyło uderzenie pioruna. W latach 1783–1784 do kościoła przywieziono obrazy i organy z nieczynnego klasztoru Kapucynów, w tym czasie zlikwidowano przykościelny cmentarz. Podczas remontu w latach 1823-1838 usunięto gotycką ambonę i ołtarz główny ponownie wymieniając wyposażenie. W 1876 wzniesiono nowy hełm wieży, a w 1908 wzniesiono nowy, neogotycki ołtarz główny. W 1961 Gregor Hradetzky wykonał nowe organy z 33 głosami. W latach 1993–1994 wyremontowano kościół, organy poddano renowacji, a w kaplicy św. Krzyża odkryto gotyckie okno.

## Galeria

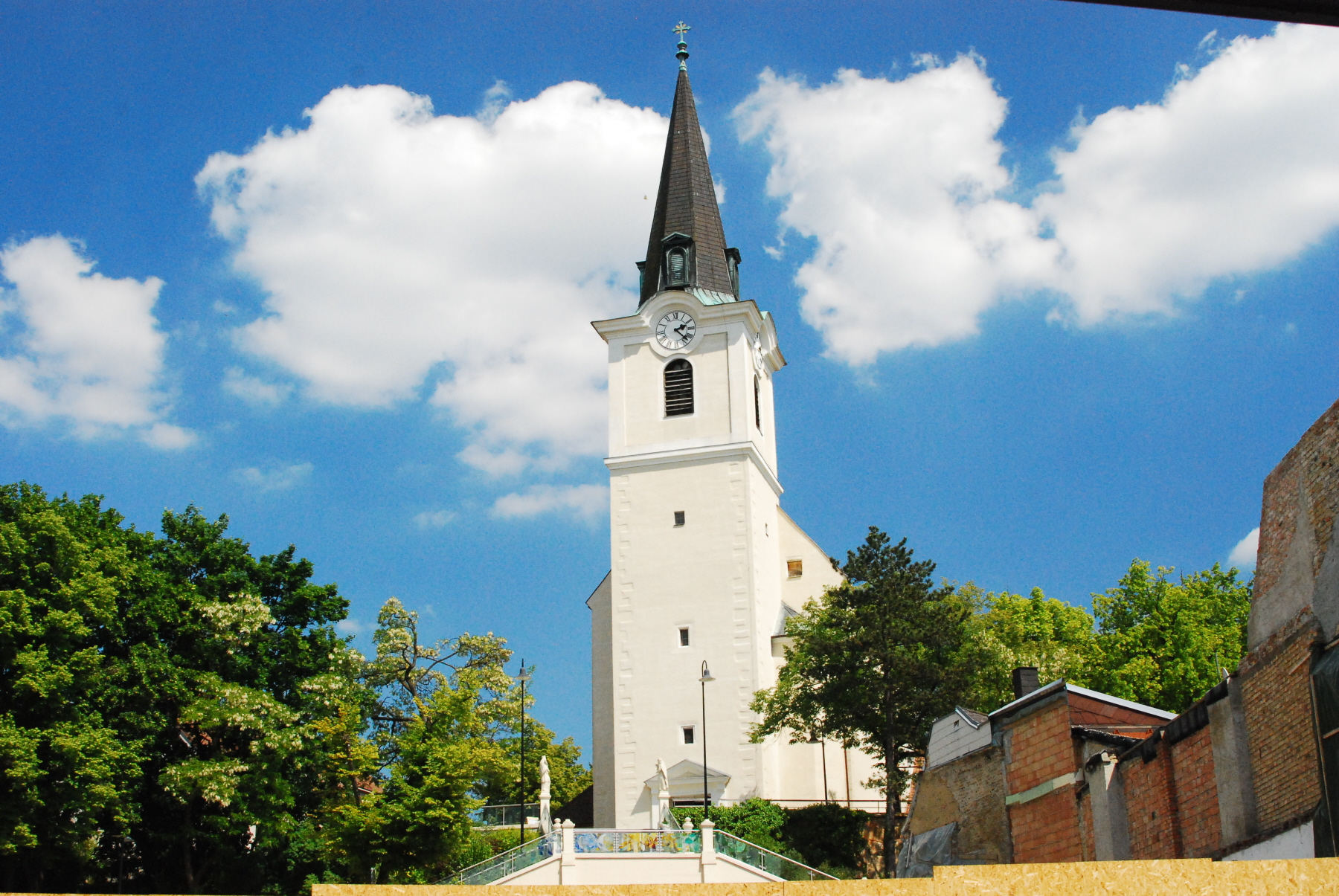
Fasada
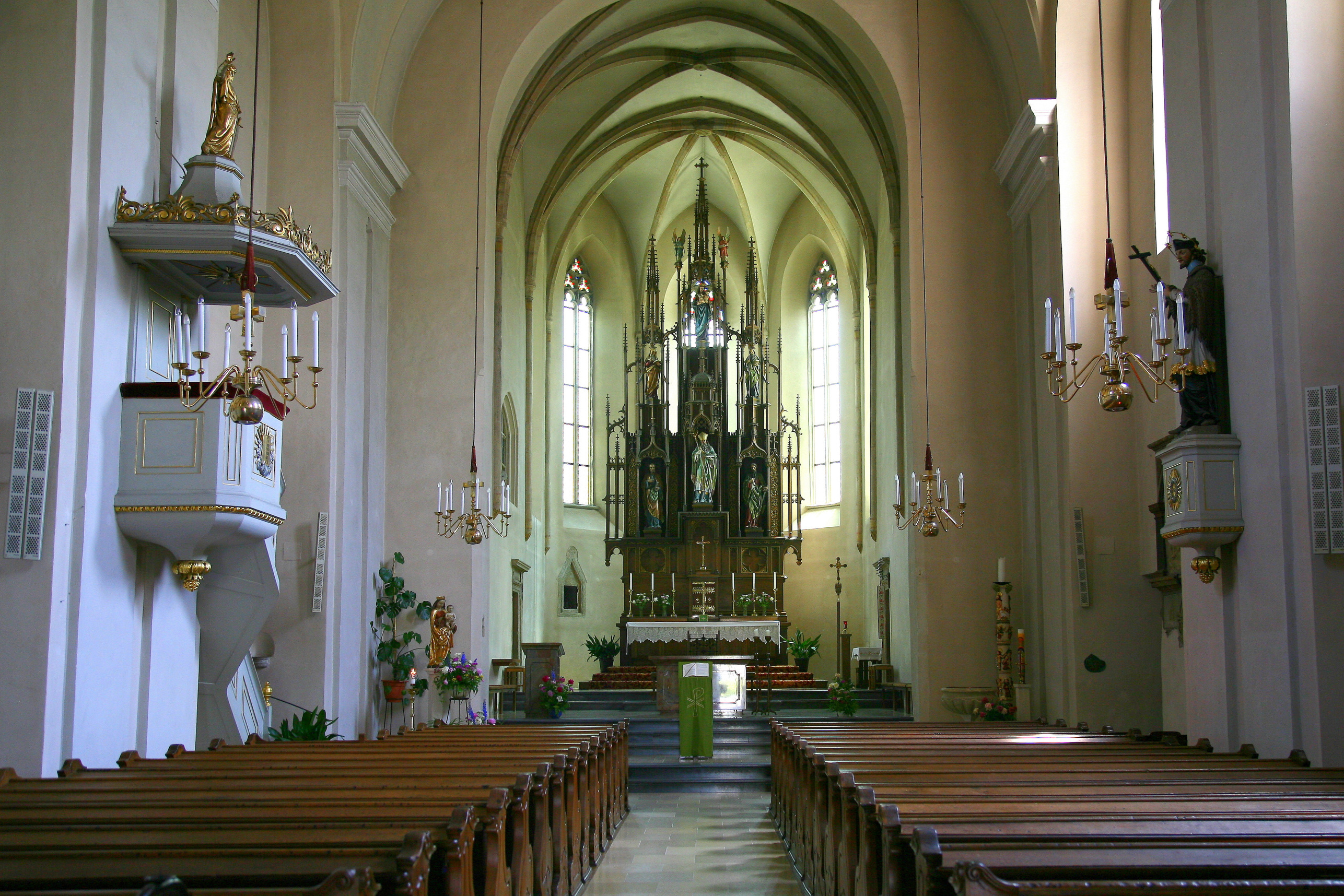
Wnętrze
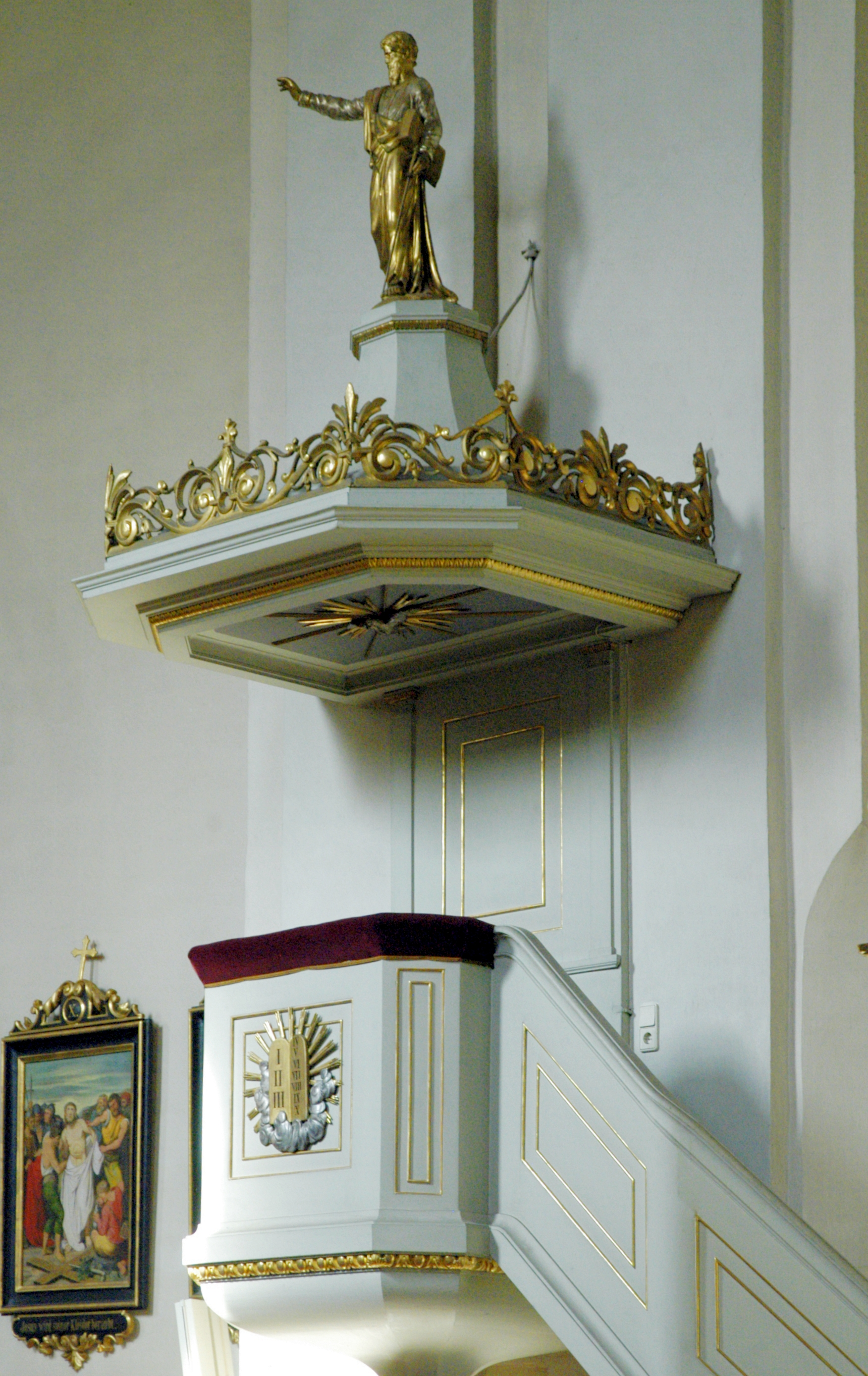
Ambona
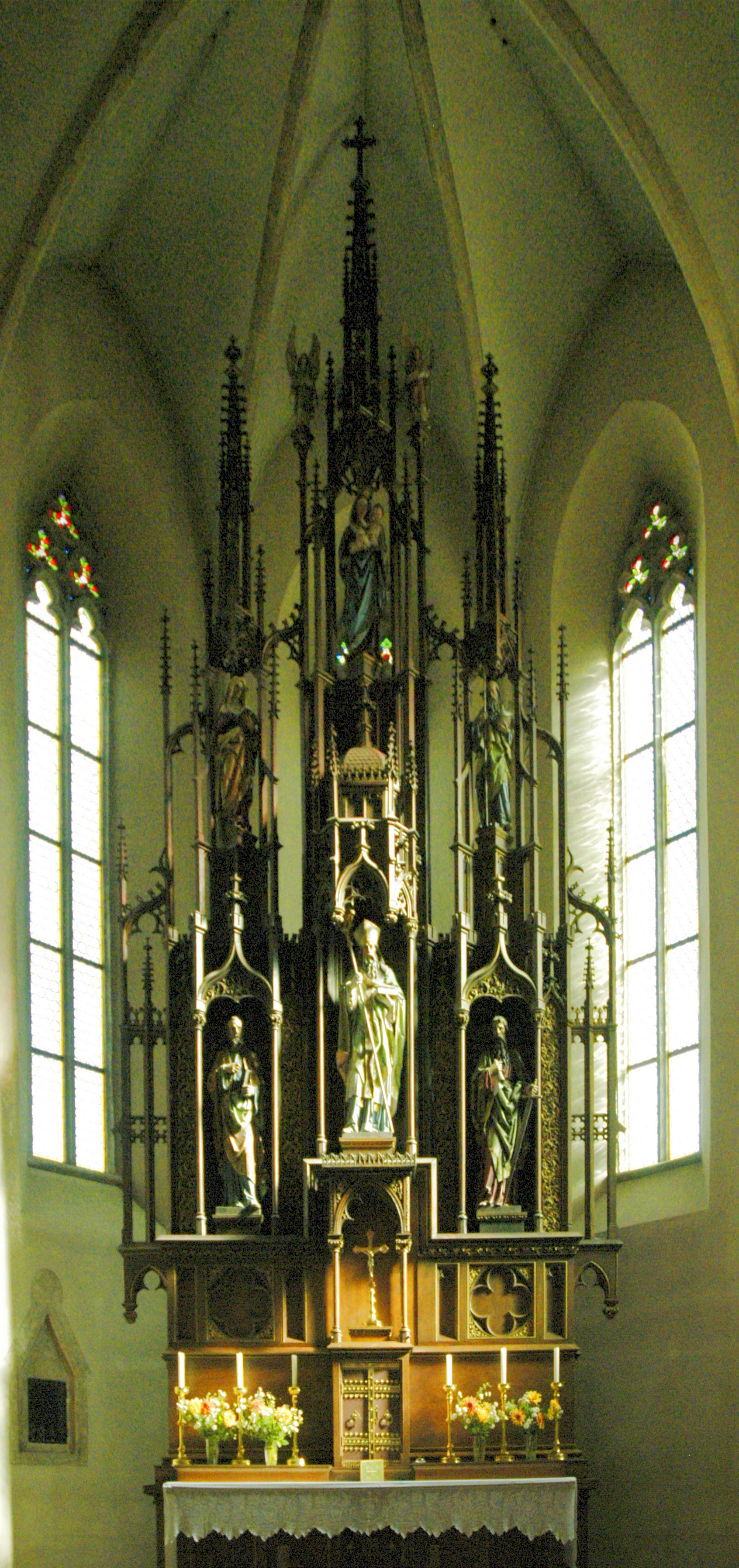
Ołtarz
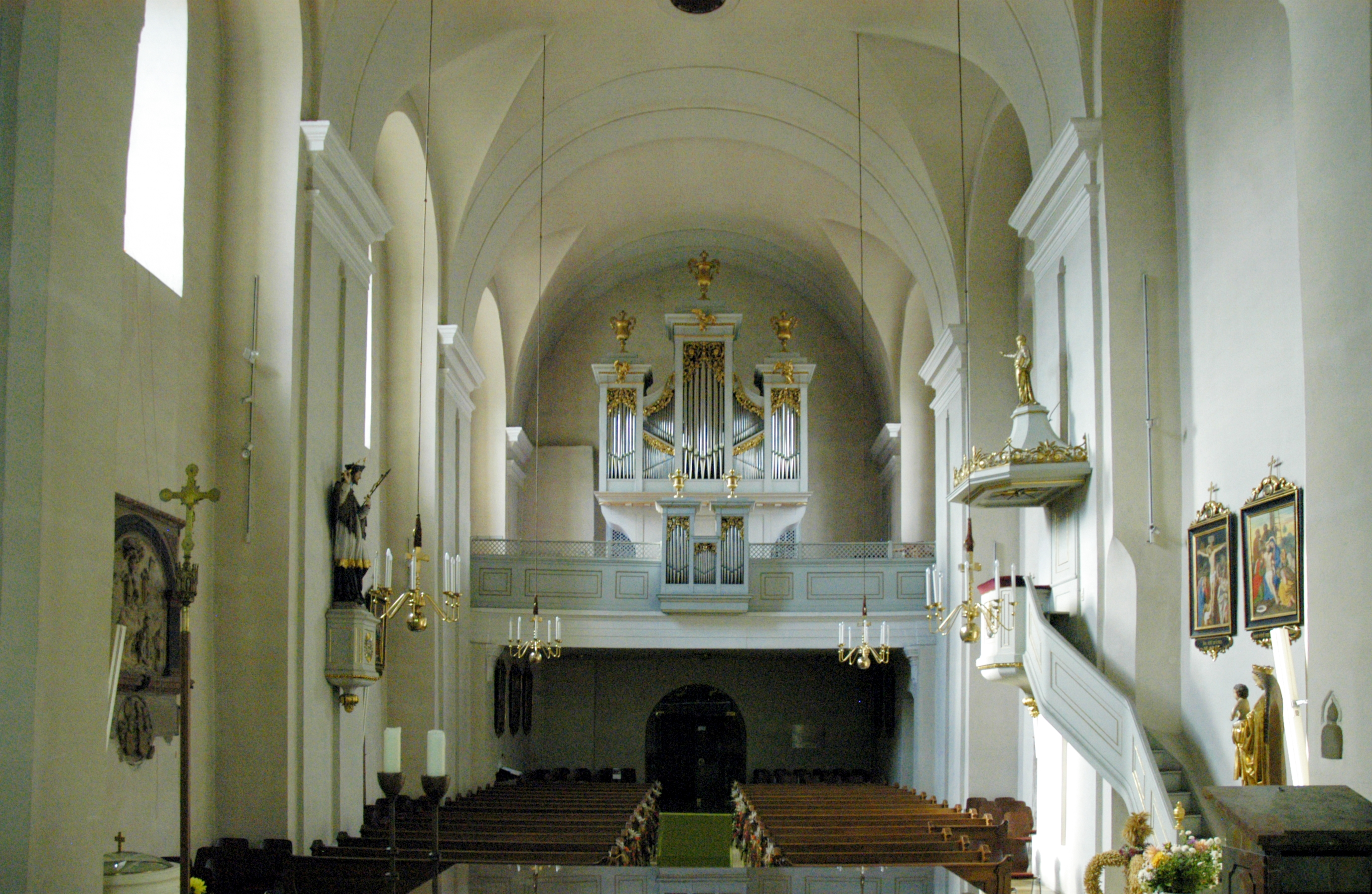
Empora i organy